# Verdun-sur-le-Doubs
Verdun-sur-le-Doubs ist eine ehemalige französische Gemeinde mit 942 Einwohnern (Stand: 1. Januar 2022) im Département Saône-et-Loire in der Region Bourgogne-Franche-Comté. Sie gehörte zum Arrondissement Chalon-sur-Saône. Die Bewohner werden Verdunois und Verdunoises genannt.
Der Erlass des Präfekten vom 27. September 2024 legte mit Wirkung zum 1. Januar 2025 die Eingliederung von Verdun-sur-le-Doubs zusammen mit der früheren Gemeinde Ciel ohne Status einer Commune déléguée zur Commune nouvelle Verdun-Ciel fest.

## Geografie

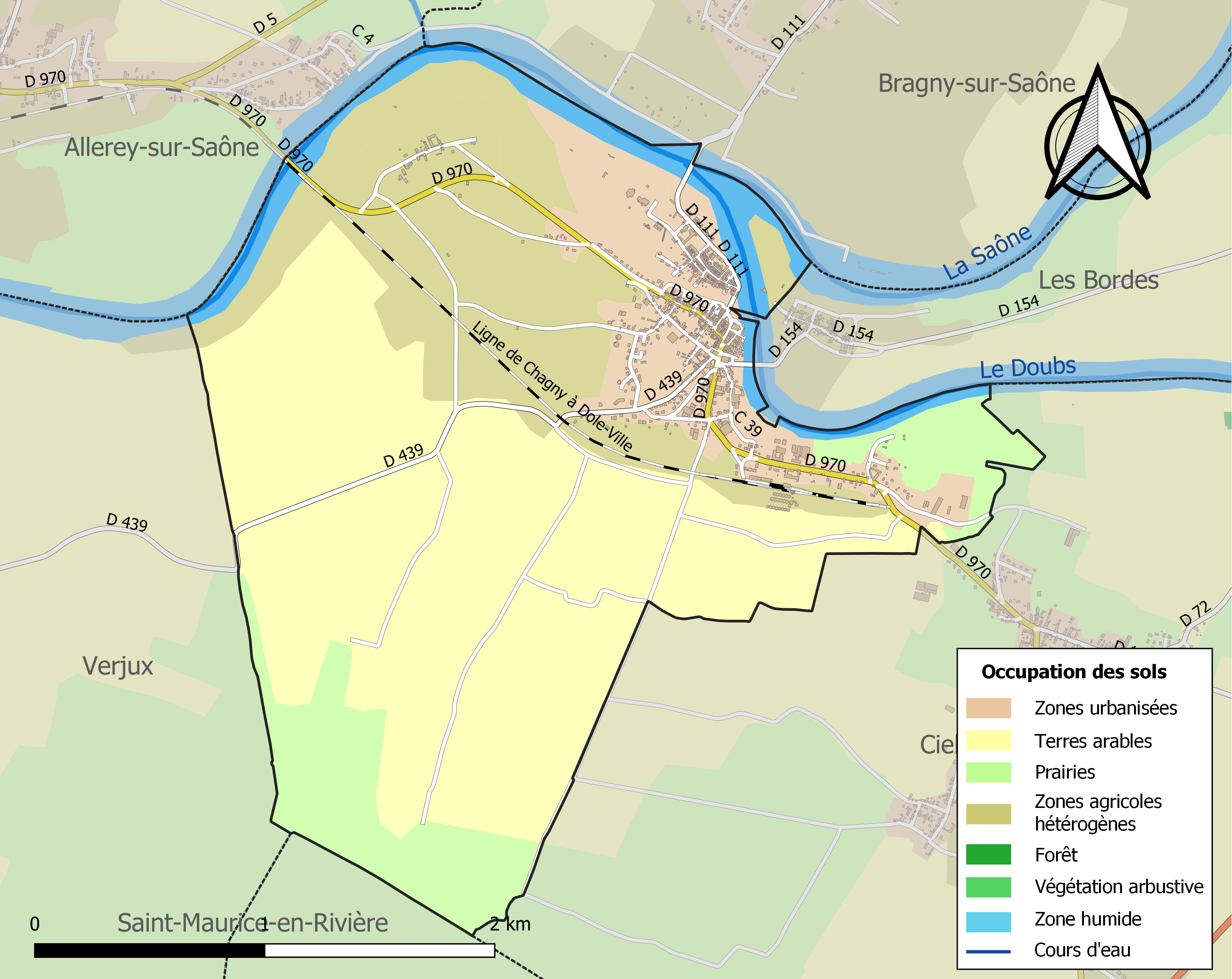
Bodennutzung, Hydrografie und Infrastruktur von Verdun-sur-le-Doubs (2018)

Verdun-sur-le-Doubs liegt etwa 18 Kilometer nordöstlich von Chalon-sur-Saône in der Région naturelle und historischen Provinz der Bresse. Das ehemalige Bürgermeisteramt befindet sich auf einer Insel am Zusammenfluss von Doubs und Saône auf einer Höhe von 180 m, das Ortszentrum am linken Ufer des Doubs. Das Relief des Ortsgebiets bleibt durch seine Lage im Flusstal flach. Die minimale Erhebung von 173 m wird im Westen beim Austritt der Saône aus dem Ortsgebiet gemessen.
Teile des Gebiets von Verdun-sur-le-Doubs gehören zum Natura-2000-Schutzgebiet „Prairies alluviales et milieux associés de Saône-et-Loire“ (FR2612006) und von drei ZNIEFF-Naturzonen. Rund 82 % der Fläche von Verdun-sur-le-Doubs werden landwirtschaftlich genutzt, rund 9 % entfallen auf bebaute Flächen, rund 5 % auf Binnengewässer, rund 4 % auf künstlich angelegte, nicht landwirtschaftliche Grünflächen (Stand: 2018).

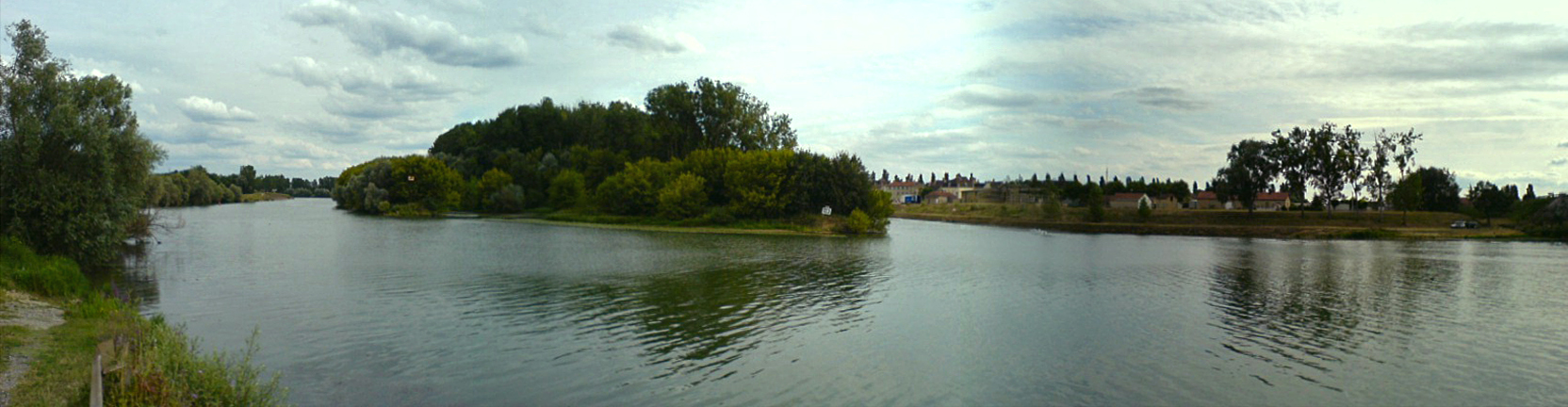
Zusammenfluss des Doubs und der Saône (Die Saône mündet später bei Lyon in die Rhône)

Umgeben wird Verdun-sur-le-Doubs von den fünf Nachbargemeinden und vom Ortsteil:
| Allerey-sur-Saône | Bragny-sur-Saône                            |                 |
| Verjux            | Kompassrose, die auf Nachbargemeinden zeigt | Les Bordes      |
|                   | Saint-Maurice-en-Rivière                    | Ciel (Ortsteil) |

## Bevölkerungsentwicklung
| Verdun-sur-le-Doubs: Einwohnerzahlen von 1793 bis 2020                                                                     | Verdun-sur-le-Doubs: Einwohnerzahlen von 1793 bis 2020 | Verdun-sur-le-Doubs: Einwohnerzahlen von 1793 bis 2020 | Verdun-sur-le-Doubs: Einwohnerzahlen von 1793 bis 2020 | Verdun-sur-le-Doubs: Einwohnerzahlen von 1793 bis 2020 |
| --- | ------------------------------------------------------ | ------------------------------------------------------ | ------------------------------------------------------ | ------------------------------------------------------ |
| Jahr |                                                        |                                                        |                                                        | Einwohner                                              |
| 1793 | 1793                                                   |                                                        | 1.689                                                  | 1.689                                                  |
| 1800 | 1800                                                   |                                                        | 1.699                                                  | 1.699                                                  |
| 1806 | 1806                                                   |                                                        | 1.743                                                  | 1.743                                                  |
| 1821 | 1821                                                   |                                                        | 1.749                                                  | 1.749                                                  |
| 1831 | 1831                                                   |                                                        | 1.792                                                  | 1.792                                                  |
| 1836 | 1836                                                   |                                                        | 1.904                                                  | 1.904                                                  |
| 1841 | 1841                                                   |                                                        | 2.050                                                  | 2.050                                                  |
| 1846 | 1846                                                   |                                                        | 1.995                                                  | 1.995                                                  |
| 1851 | 1851                                                   |                                                        | 2.032                                                  | 2.032                                                  |
| 1856 | 1856                                                   |                                                        | 1.909                                                  | 1.909                                                  |
| 1861 | 1861                                                   |                                                        | 1.914                                                  | 1.914                                                  |
| 1866 | 1866                                                   |                                                        | 1.992                                                  | 1.992                                                  |
| 1872 | 1872                                                   |                                                        | 1.980                                                  | 1.980                                                  |
| 1876 | 1876                                                   |                                                        | 1.957                                                  | 1.957                                                  |
| 1881 | 1881                                                   |                                                        | 1.828                                                  | 1.828                                                  |
| 1886 | 1886                                                   |                                                        | 1.867                                                  | 1.867                                                  |
| 1891 | 1891                                                   |                                                        | 1.758                                                  | 1.758                                                  |
| 1896 | 1896                                                   |                                                        | 1.585                                                  | 1.585                                                  |
| 1901 | 1901                                                   |                                                        | 1.448                                                  | 1.448                                                  |
| 1906 | 1906                                                   |                                                        | 1.358                                                  | 1.358                                                  |
| 1911 | 1911                                                   |                                                        | 1.313                                                  | 1.313                                                  |
| 1921 | 1921                                                   |                                                        | 1.144                                                  | 1.144                                                  |
| 1926 | 1926                                                   |                                                        | 1.165                                                  | 1.165                                                  |
| 1931 | 1931                                                   |                                                        | 1.172                                                  | 1.172                                                  |
| 1936 | 1936                                                   |                                                        | 1.205                                                  | 1.205                                                  |
| 1946 | 1946                                                   |                                                        | 1.152                                                  | 1.152                                                  |
| 1954 | 1954                                                   |                                                        | 1.140                                                  | 1.140                                                  |
| 1962 | 1962                                                   |                                                        | 1.243                                                  | 1.243                                                  |
| 1968 | 1968                                                   |                                                        | 1.235                                                  | 1.235                                                  |
| 1975 | 1975                                                   |                                                        | 1.216                                                  | 1.216                                                  |
| 1982 | 1982                                                   |                                                        | 1.139                                                  | 1.139                                                  |
| 1990 | 1990                                                   |                                                        | 1.065                                                  | 1.065                                                  |
| 1999 | 1999                                                   |                                                        | 1.199                                                  | 1.199                                                  |
| 2006 | 2006                                                   |                                                        | 1.150                                                  | 1.150                                                  |
| 2013 | 2013                                                   |                                                        | 1.163                                                  | 1.163                                                  |
| 2020 | 2020                                                   |                                                        | 977                                                    | 977                                                    |
| Quelle(n): EHESS/Cassini bis 1999, INSEE ab 2006 Anmerkung(en): Ab 1962 offizielle Zahlen ohne Einwohner mit Zweitwohnsitz |                                                        |                                                        |                                                        |                                                        |

## Sehenswürdigkeiten
- Pfarrkirche Saint-Jean-Baptiste aus dem 17. Jahrhundert auf Fundamenten und Resten des Eingangsportals des im Jahre 1592 abgerissenen Vorgängerbaus aus dem 14. Jahrhundert
- Mairie (Bürgermeisteramt) von Verdun-Ciel, 1836 neu erbaut
- Ehemalige Markthalls, heute Festsaal, 1866 errichtet
- Ehemaliges Bürgermeisteramt, 1684 erbaut, aktuell Brotmuseum
- Ehemaliges Hôtel der Familie Gadagne aus dem 16. Jahrhundert mit einem Turm, genannt Marguerite de Busseul
- Ehemaliges Hôtel de Chambéran, heute als Altersheim genutzt, errichtet 17./18. Jahrhundert
- Steinbrücke Saint-Jean über einen Seitenarm des Doubs, genannt kleiner Doubs, errichtet zwischen 1807 und 1810 anstelle einer vorigen Brücke aus Holz
- Häuser aus dem 16., 17., 18. und 19. Jahrhundert

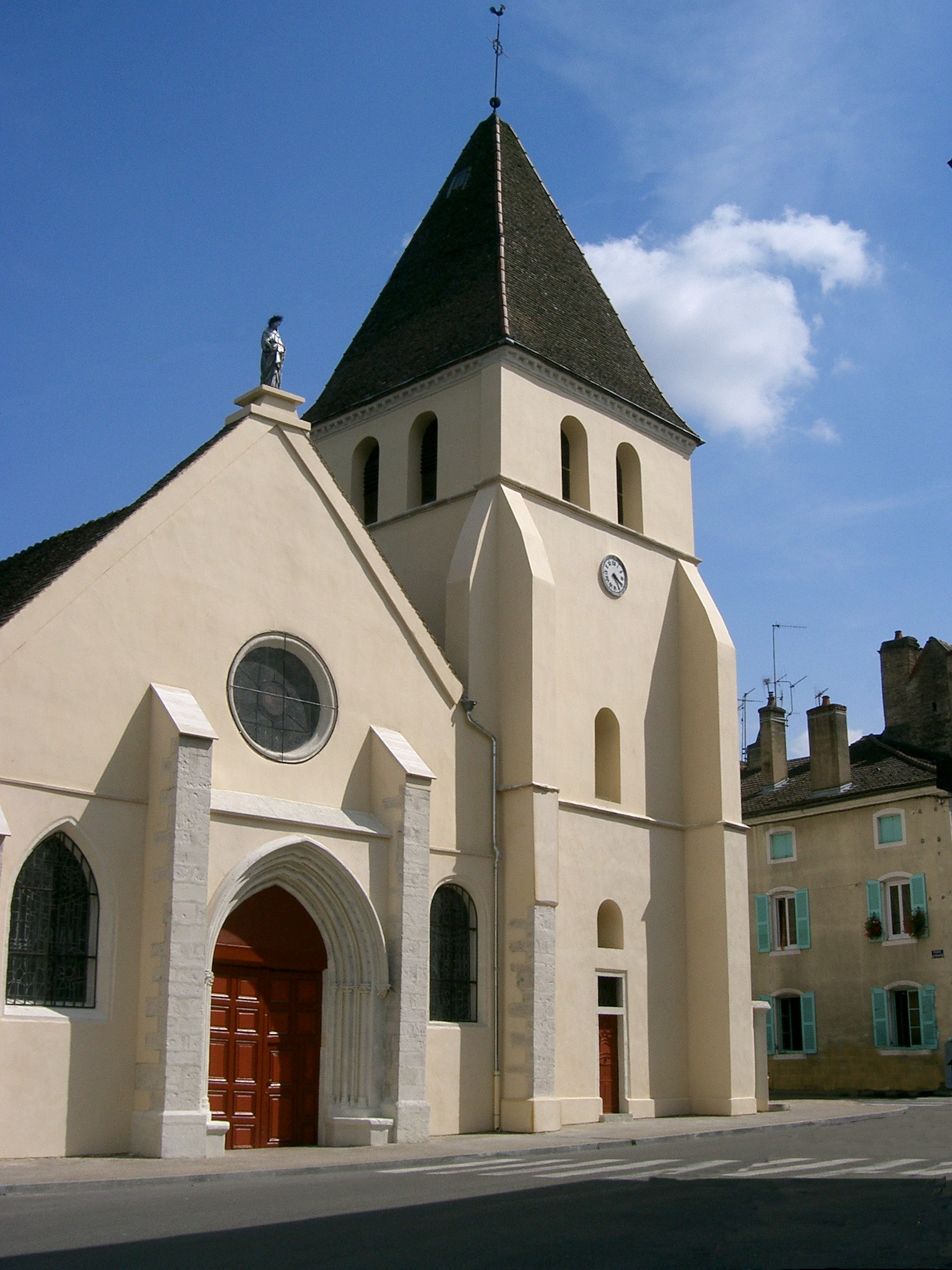
Pfarrkirche Saint-Jean-Baptiste
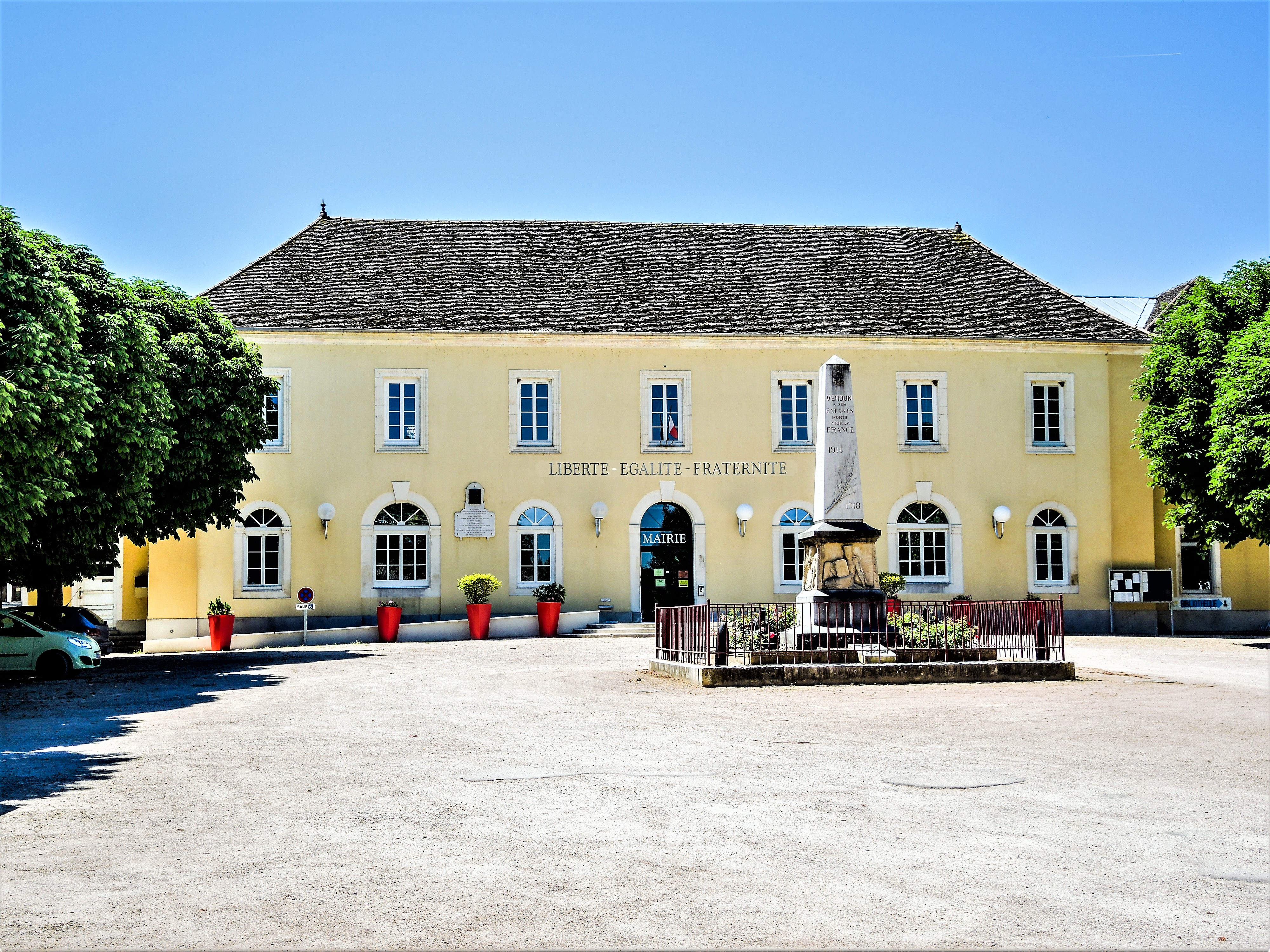
Mairie (Bürgermeisteramt) von Verdun-Ciel
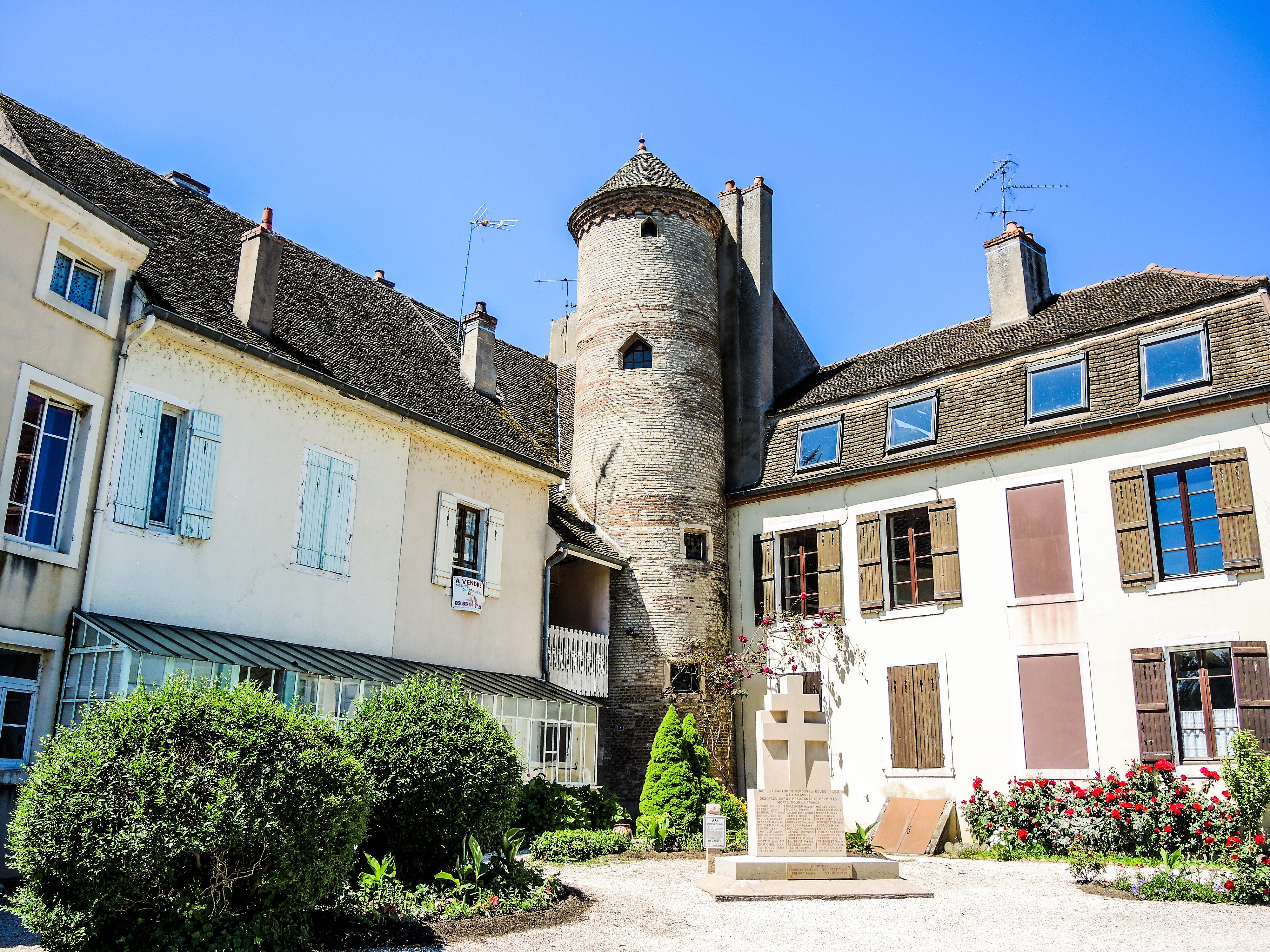
Ehemaliges Hôtel der Familie Gadagne
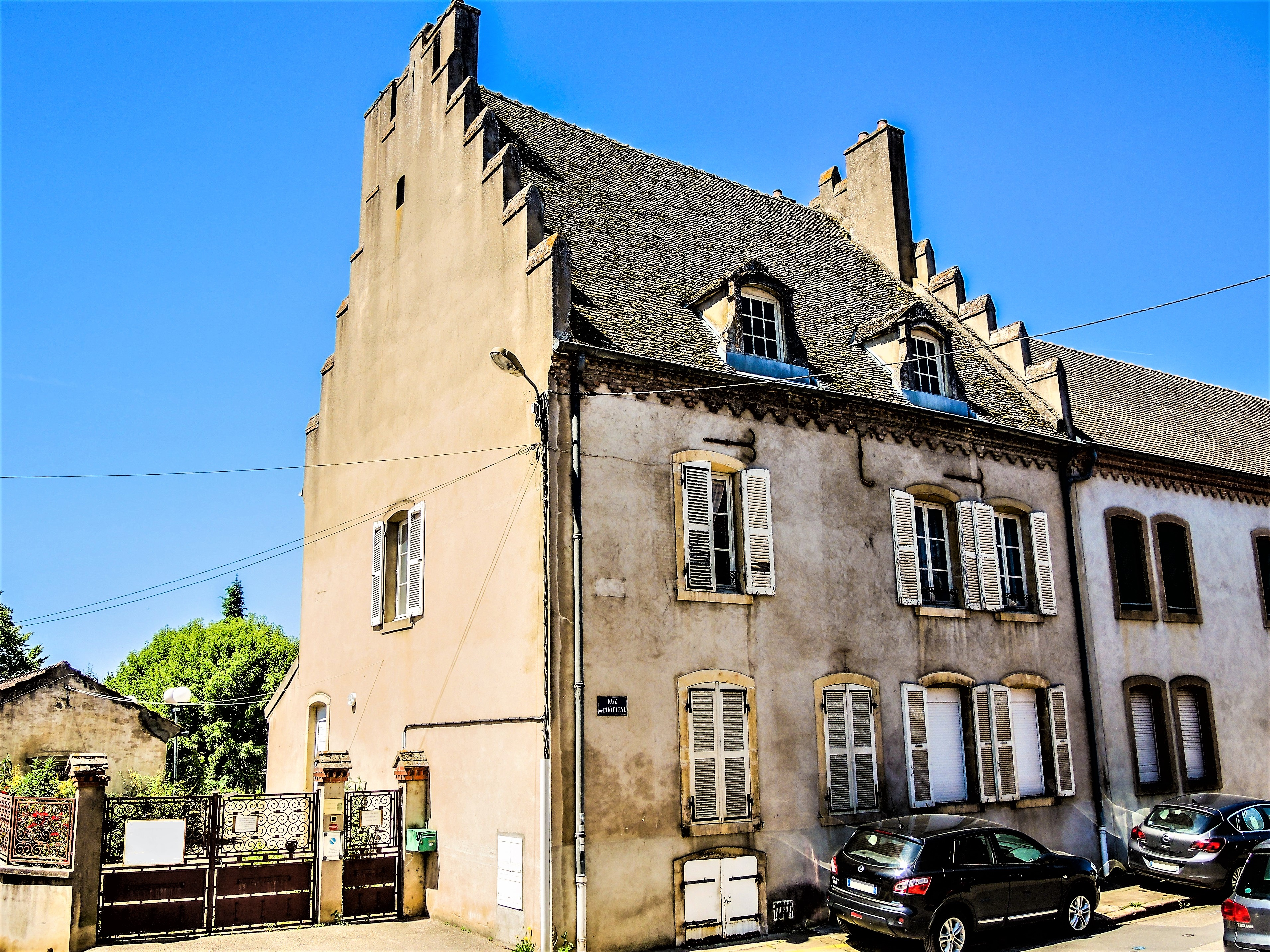
Ehemaliges Hôtel de Chambéran
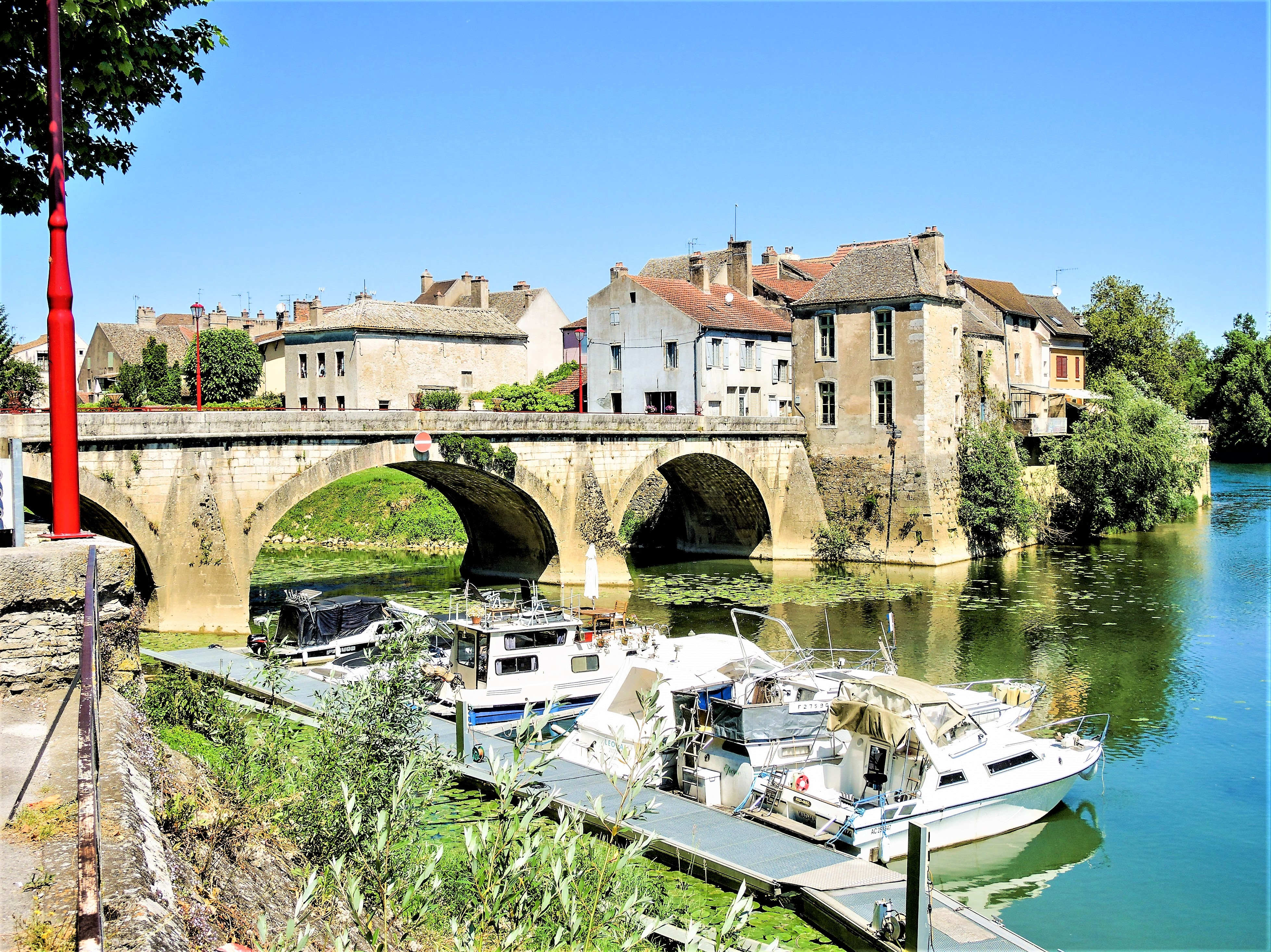
Brücke Saint-Jean über den kleinen Doubs und ehemaliges Bürgermeisteramt, aktuell Brotmuseum
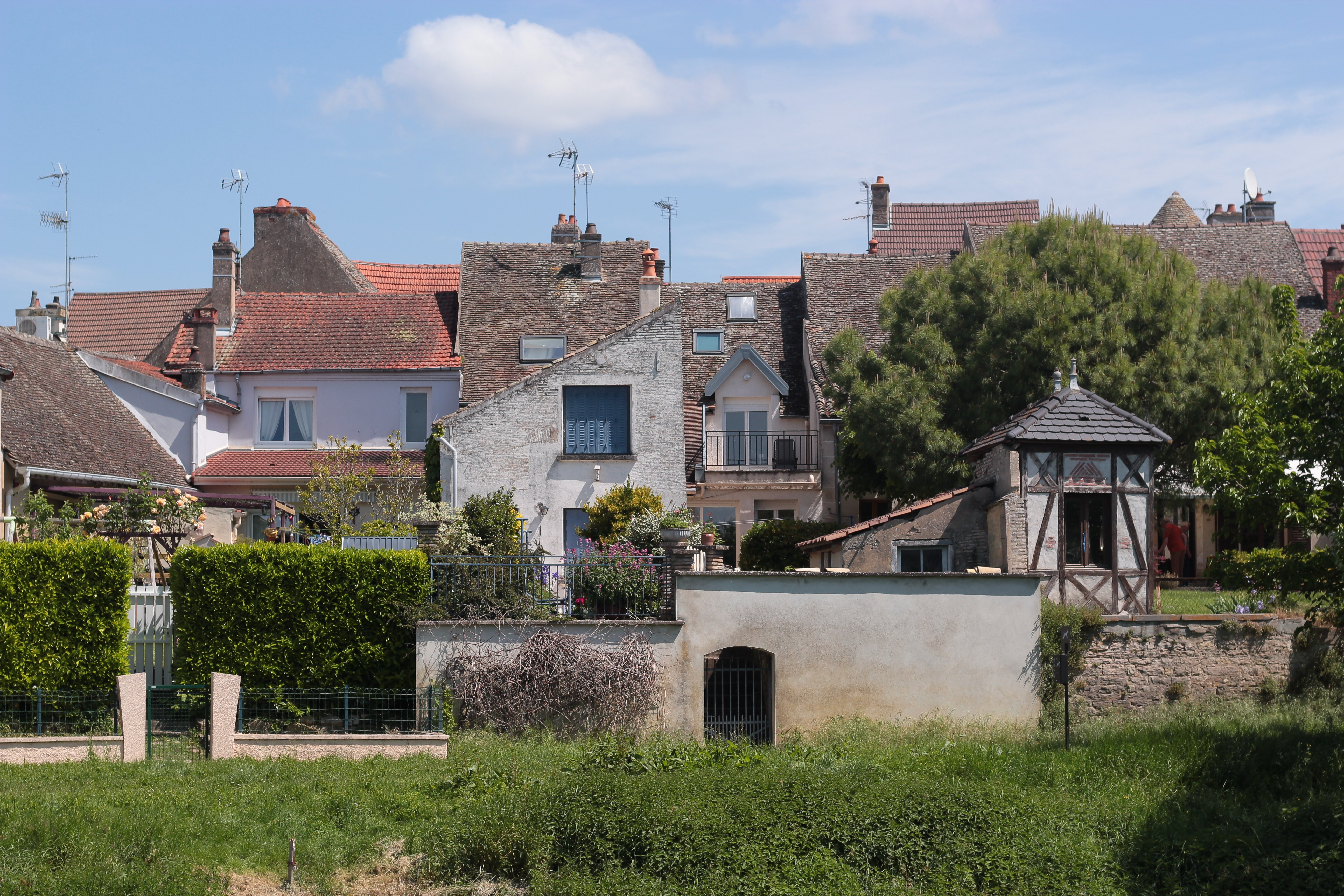
Häuser in Verdun-sur-le-Doubs
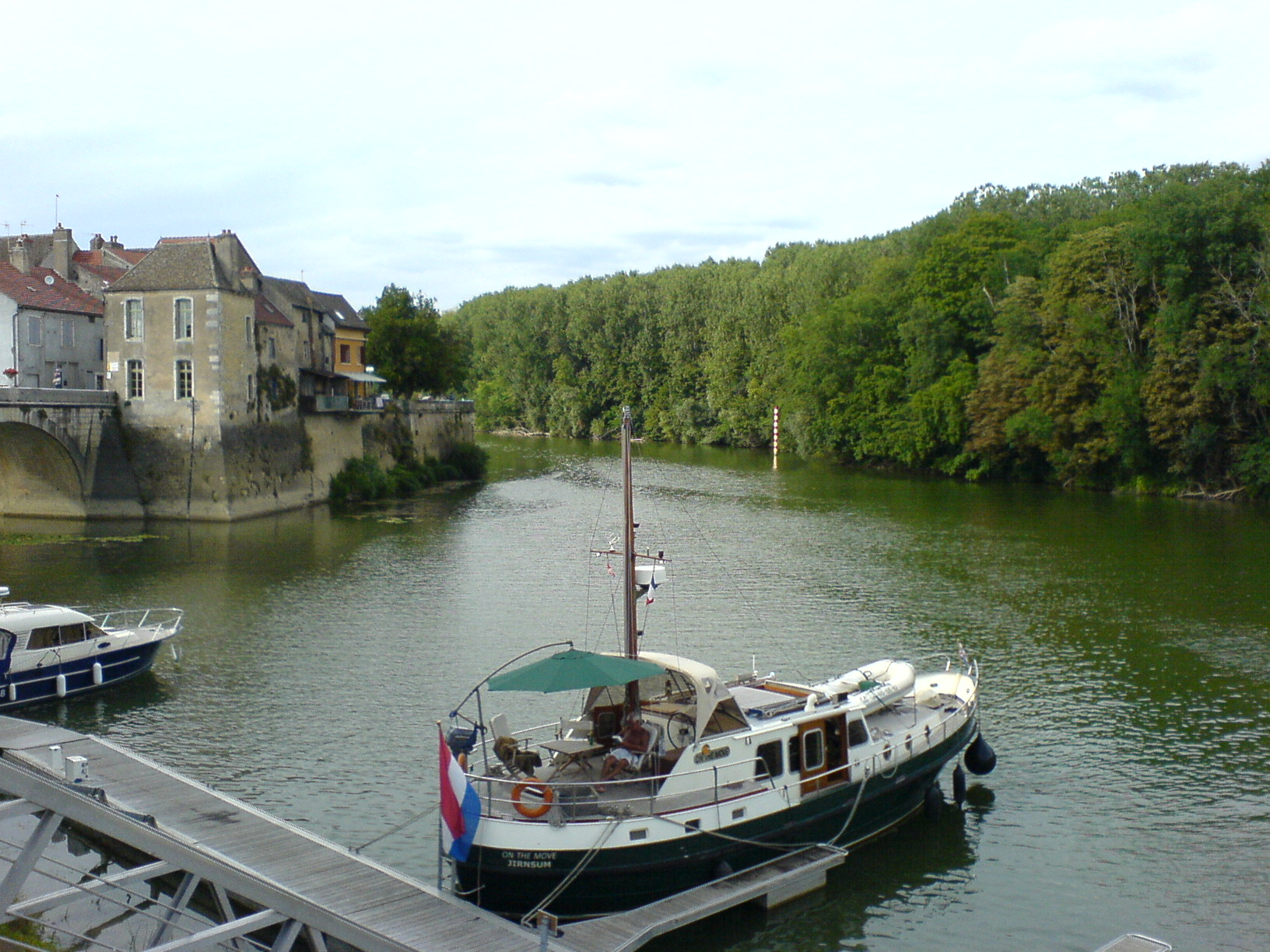
Hafen von Verdun am Doubs